# تویوهیرو آکی‌یاما
تویوهیرو آکی‌یاما (به انگلیسی: Toyohiro Akiyama) فضانورد اهل ژاپن است که در ۲۲ ژوئن ۱۹۴۲ میلادی در توکیو زاده شد. وی در مأموریت سایوز تی‌ام-۱۱، سایوز تی‌ام-۱۰ حضور داشته‌است.